# إيفيلين باوتشر
إيفيلين باوتشر (بالإنجليزية: Evelyn Boucher)‏ هي ممثلة بريطانية (وحملت سابقاً جنسية المملكة المتحدة لبريطانيا العظمى وأيرلندا)، ولدت في 15 مارس 1892 في المملكة المتحدة، وتوفيت في 5 يونيو 1991 في الولايات المتحدة.

## وصلات خارجية
- إيفيلين باوتشر على موقع IMDb (الإنجليزية)
- إيفيلين باوتشر على موقع أول موفي (الإنجليزية)
- إيفيلين باوتشر على موقع كينوبويسك (الروسية)